# Achille Devéria
Achille Jacques-Jean-Marie Devéria (6. veljače 1800. – 23. prosinca 1857.) bio je francuski umjetnik. Poznat je po portretima slavnih umjetnika, a volio je raditi i prikaze erotičnog sadržaja. 
Bio je sin François-Mariea Devérije i Désirée François-Chaumont te brat i učitelj Eugènea. Achilleov je sin bio egiptolog Théodule Charles Devéria.
Ovo je selektivni popis ljudi kojima je Achille izradio portret:
- Alexandre Dumas
- Prosper Mérimée
- Walter Scott
- Jacques-Louis David
- Honoré de Balzac
- Victor Hugo
- Alphonse de Lamartine
- Franz Liszt
- Jane Stirling

Posljednje dane života Achille je proveo u Egiptu.